# Öcs (település)
Öcs község Veszprém vármegyében, az Ajkai járásban.

## Fekvése
Öcs község a Kab-hegy délnyugati lábánál, az ajka–nagyvázsonyi közút mellett elterülő kis település. Ajkától 14 kilométerre délre található. A várostól Puláig vezető 7309-es út a falu belterületének északi szélén húzódik végig, a település főutcája az abból kiágazó, alig több mint 1 kilométer hosszú 73 119-es út (települési nevén Béke utca).

## Élővilága

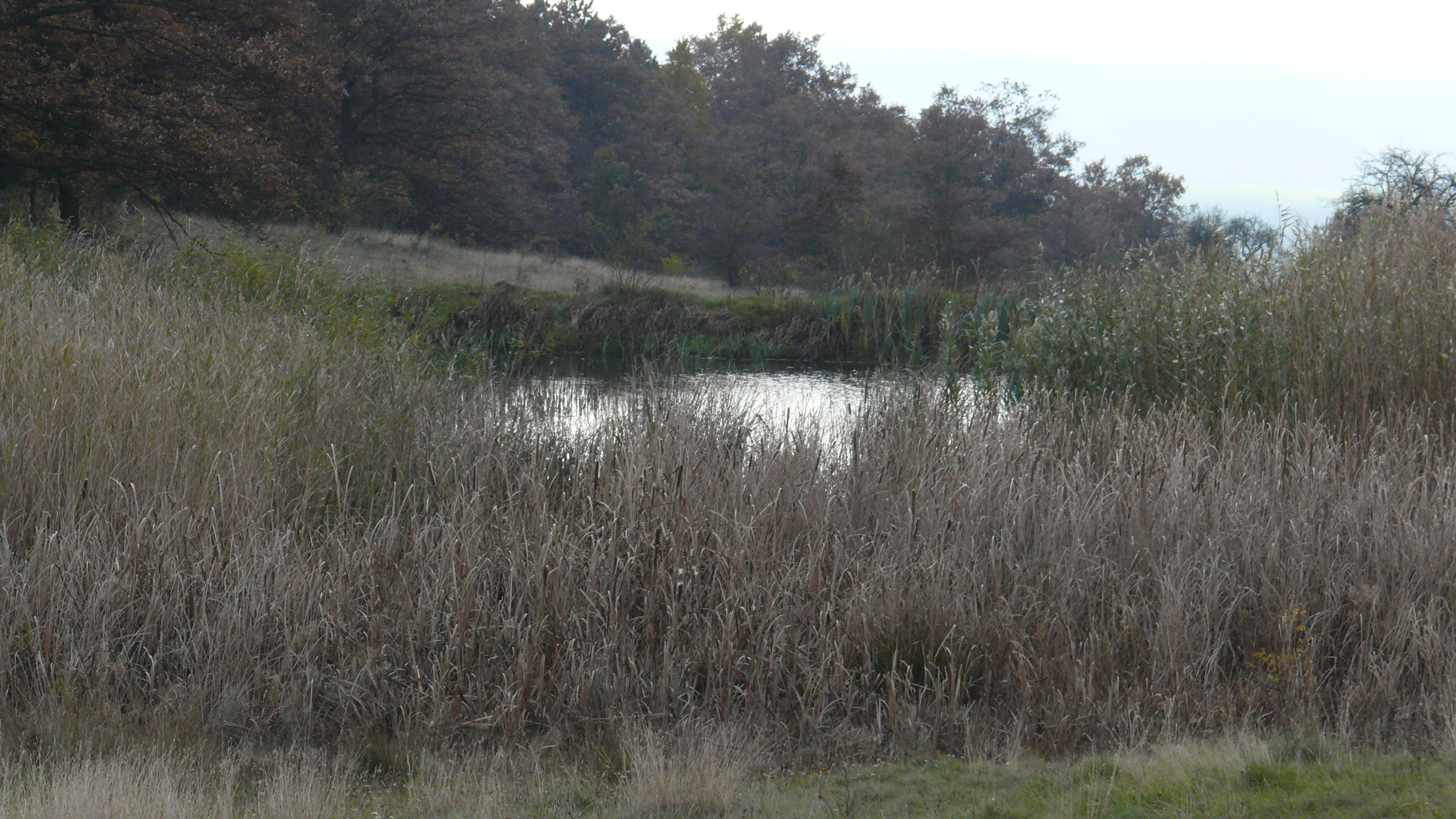
A botanikai ritkaságokat rejtő tó
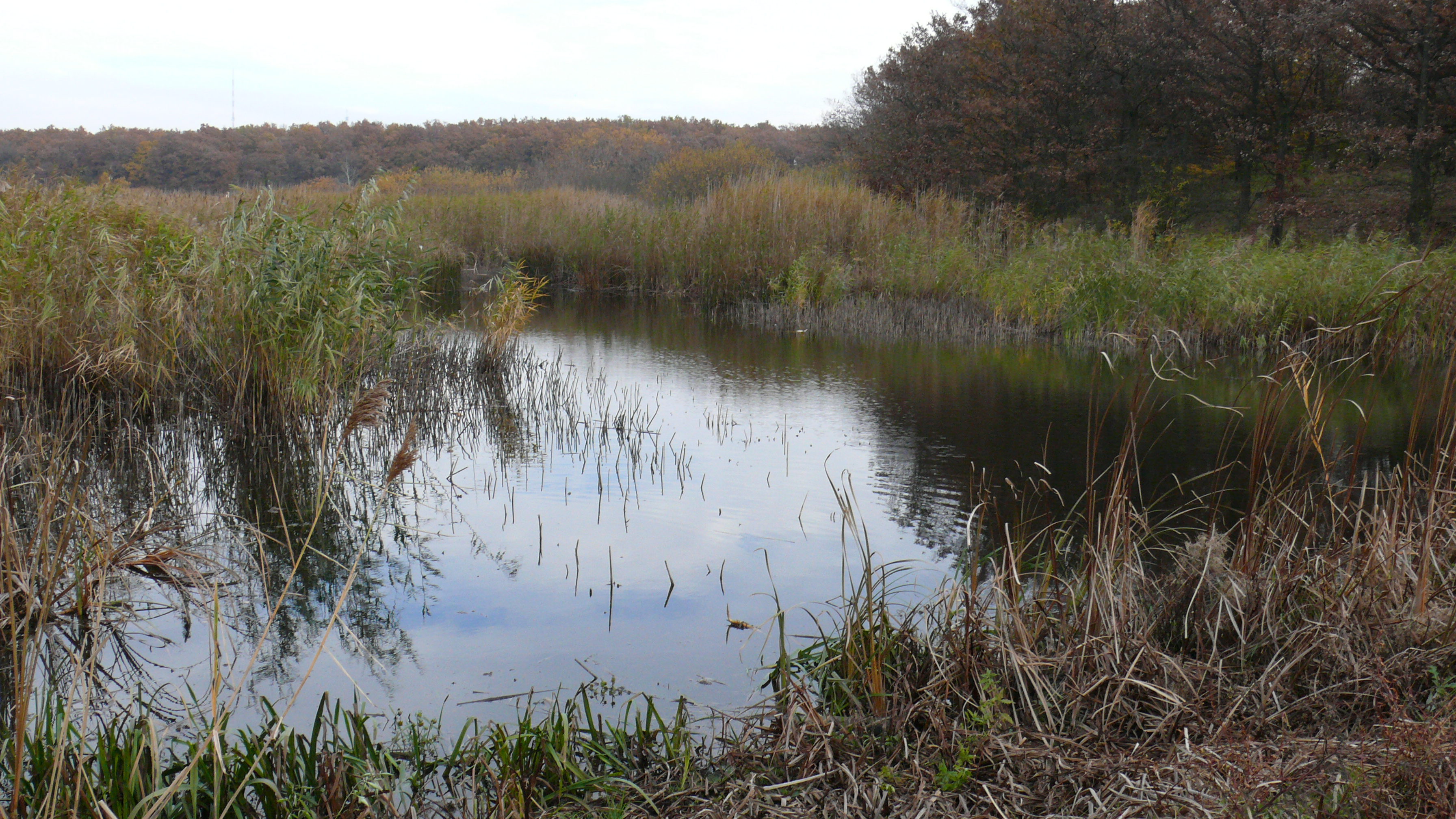
Öcsi Nagy-tó

Az Öcsi Nagy-tó és szép gyertyános-tölgyes erdővel borított környéke kellemes kirándulóhely. Emellett a szakembereknek botanikai szempontból is izgalmas kutatóhelye, mert több ritka faj élőhelye. A tó a Kab-hegy délnyugati lábánál kb. 330 m tengerszint feletti magasságban egy természetes mélyedésben fekszik. A tavat a csapadékvíz és a közvetlen környezetéből csordogáló apró csermelyen kívül a tó északi szélén egy időnként kiszáradó forrás is táplálja. Felületének legnagyobb része nádas és zsombékos.  A terület közel 35%-át borító tőzegmoha a tó botanikai szempontból legértékesebb része. A tőzegmohákon kívül védett ritka növényfaj az itt szintén megtalálható szálkás pajzsika, mocsári tőzegpáfrány és nádi boglárka. A tónak és környékének nemcsak a növény- hanem az állatvilága is gazdag.

## Nevének eredete
Valószínűleg a név személyi eredetre mutat. A mai egyszerűbb írású név a nemesi kiváltságok csökkenésével a 19. század közepén alakult ki.

## Története
A településről az első írásos feljegyzés 1278-ból származik Ech néven.
1378-ban nobiles de Ichy. 1734-ben Nemes Eöcsy. Öcs egytelkes nemesek faluja volt. A teljes határa nemesi kúriákhoz tartozott. A 16. századig társadalma tiszta nemesekből állt. A 17. században agilisekkel vegyült. 1828-ra megváltozott a helyzet.
Olyan nagy volt a beköltözött házas és házatlan zsellérek száma, hogy ezek váltak uralkodóvá. A település többször volt lakatlan. A 17. században többször puszta. A 18. században alakult ki a településen a négy felekezet. Ekkor lakói: 400 római katolikus, 301 evangélikus, 200 református, 150 zsidó hitű.
A településen mindhárom felekezetnek saját temploma van. A zsidó zsinagóga jelenleg lakóház.
A jobbágy felszabadításkor 1 nagybirtok és 233 kisbirtok van. Határát az első kateszterben 2381 kataszteri holdban állapítják meg. Területének ekkor fele erdő a többi szántó, rét, legelő, mocsaras terület.

Népessége:
 1785-ben 581

1910-ben 612

1970-ben 510

1986-ban 327

1998-ban 258
Az első termelőszövetkezet 1950-ben alakult Új Élet néven. 1956-ban feloszlott, majd Alkotmány néven alakult újra és 1959-ben Halimbával egyesült. A Tsz összevonások során először Nyiráddal, később Devecserrel egyesült. A Padragi termelőszövetkezettel kiváltak a Devecseri tsz -ből. A termelőszövetkezet felszámolással megszűnt.
A település útjai portalanítottak. Minden lakos részére biztosított az egészséges vezetékes ivóvíz, melynek hálózata 1980-ban lett kiépítve. Ajka iparosodása nagy hatással volt a település népességének fogyására. Az aktív korú lakosság nagy hányada most is az ajkai üzemekben dolgozik.
A községi tanács 1970-ben egyesült Halimbával, jelenleg mint körjegyzőség működnek együtt.

## Közélete

### Polgármesterei
- 1990–1994: Galamb Zoltánné (független)[4]
- 1994–1998: Mészáros Ferenc (független)[5]
- 1998–2002: Mészáros Ferenc (független)[6]
- 2002–2006: Mészáros Ferenc Antal (független)[7]
- 2006–2010: Mészáros Ferenc Antal (független)[8]
- 2010–2014: Mészáros Tamás (független)[9]
- 2014–2019: Mészáros Tamás (független)[10]
- 2019–2024: Mészáros Tamás (független)[11]
- 2024– : Mészáros Tamás (független)[1]

## Népesség
A település népességének változása:
| Lakosok száma | 194  | 191  | 187  | 170  | 200  | 201  | 201  |
|               | 2013 | 2014 | 2015 | 2021 | 2022 | 2023 | 2024 |

A 2011-es népszámlálás során a lakosok 95,2%-a magyarnak, 3,7% cigánynak, 3,2% románnak, 1,1% németnek mondta magát (3,7% nem nyilatkozott; a kettős identitások miatt a végösszeg nagyobb lehet 100%-nál). A vallási megoszlás a következő volt: római katolikus 60,3%, református 17,5%, evangélikus 10,1%, felekezeten kívüli 1,6% (8,5% nem nyilatkozott).
2022-ben a lakosság 90%-a vallotta magát magyarnak, 6% románnak, 2,5% cigánynak, 1,5% németnek, 2,5% egyéb, nem hazai nemzetiségűnek (9,5% nem nyilatkozott; a kettős identitások miatt a végösszeg nagyobb lehet 100%-nál). Vallásuk szerint 36% volt római katolikus, 11,5% református, 7% evangélikus, 0,5% ortodox, 1,5% egyéb keresztény, 0,5% egyéb katolikus, 11% felekezeten kívüli (31,5% nem válaszolt).

## Nevezetességei

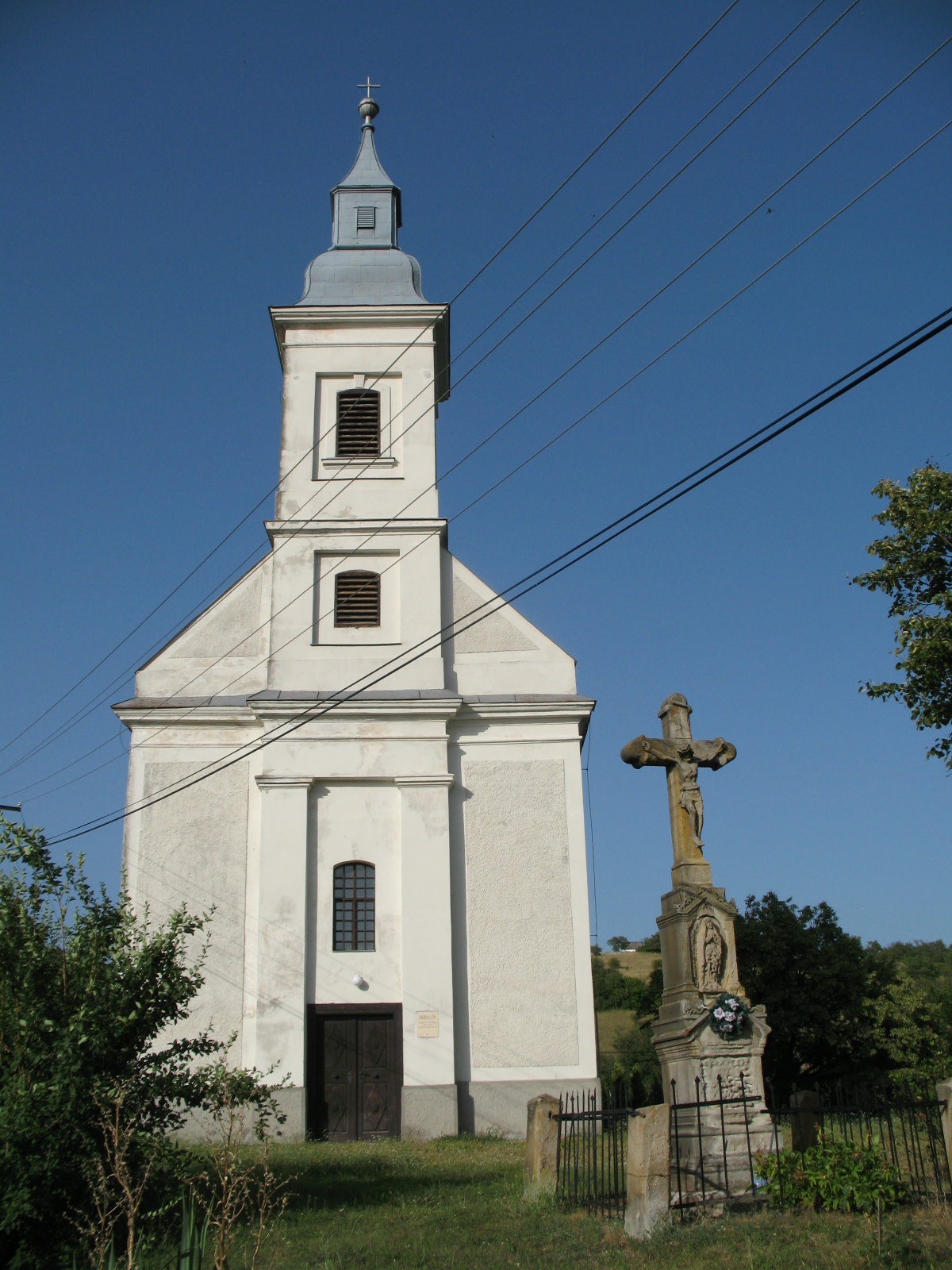
Katolikus templom
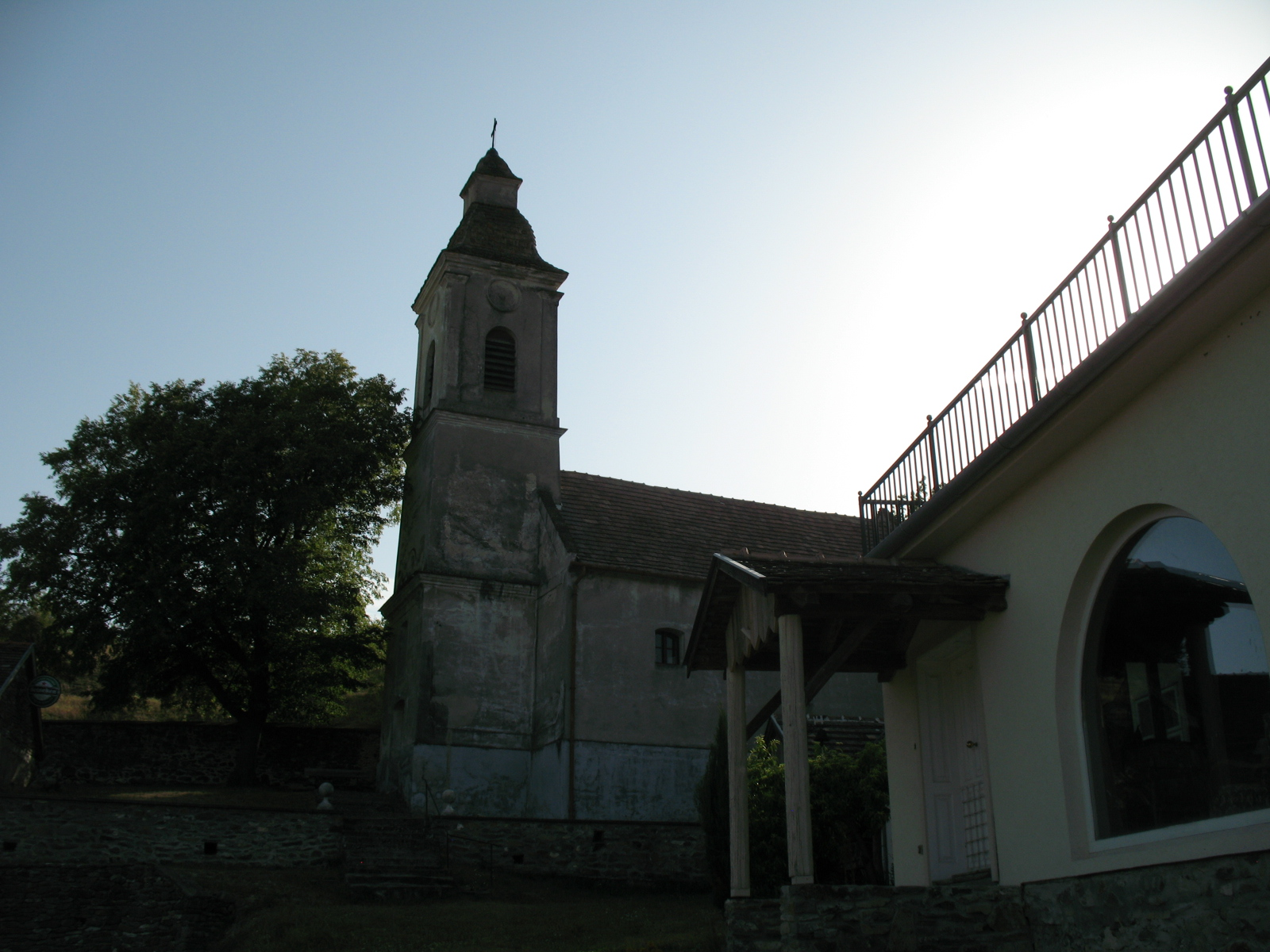
Evangélikus templom
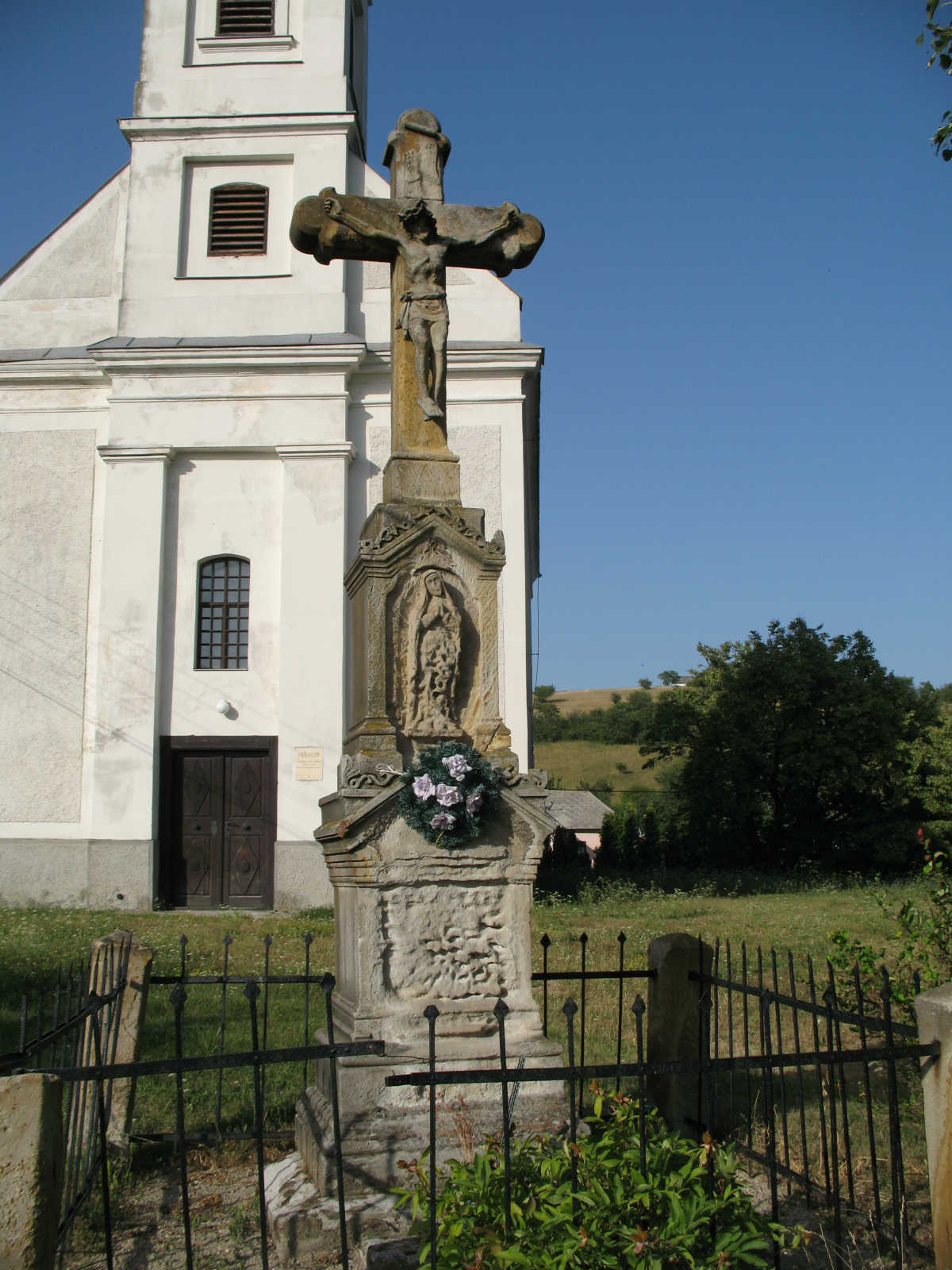
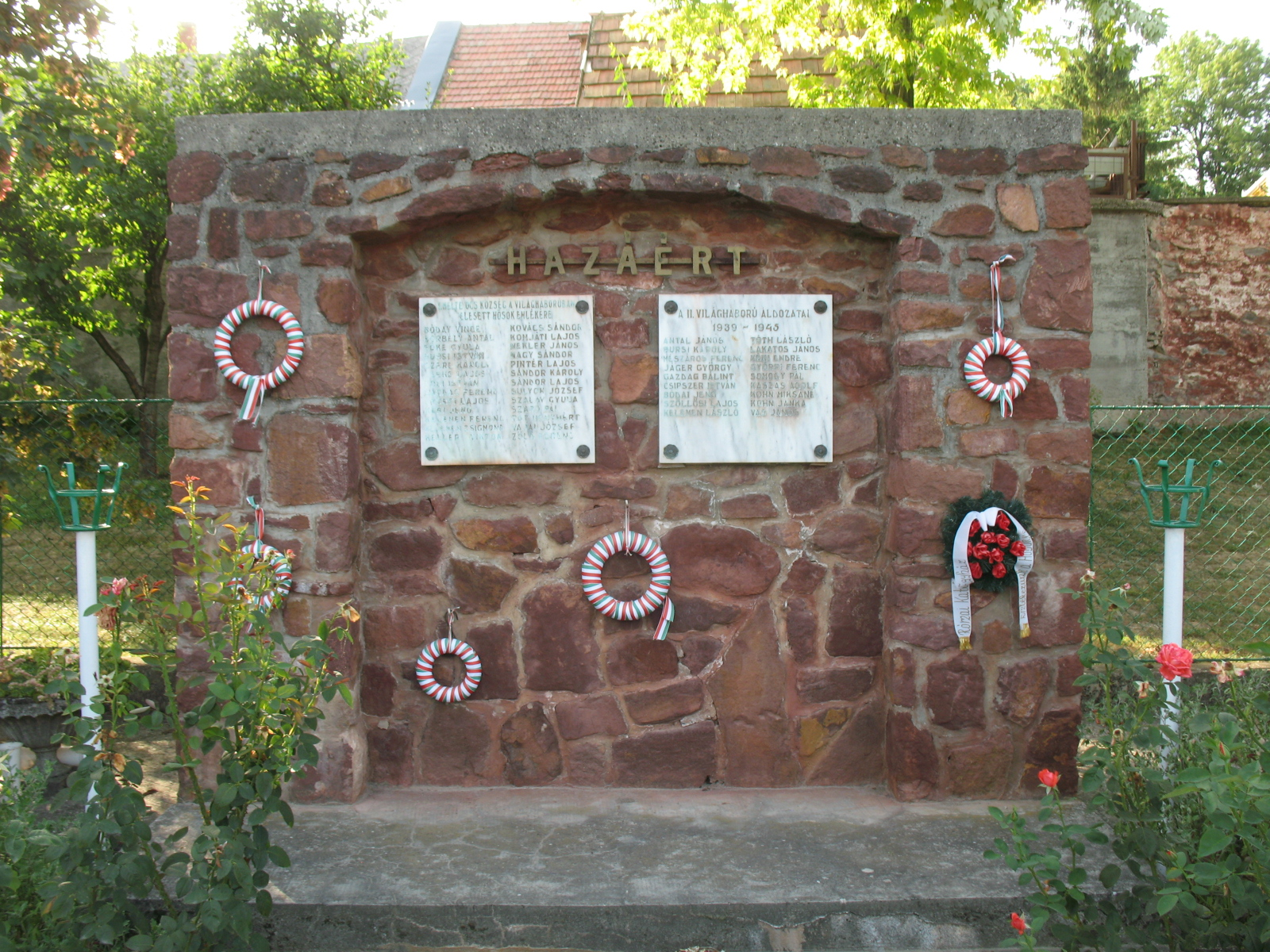
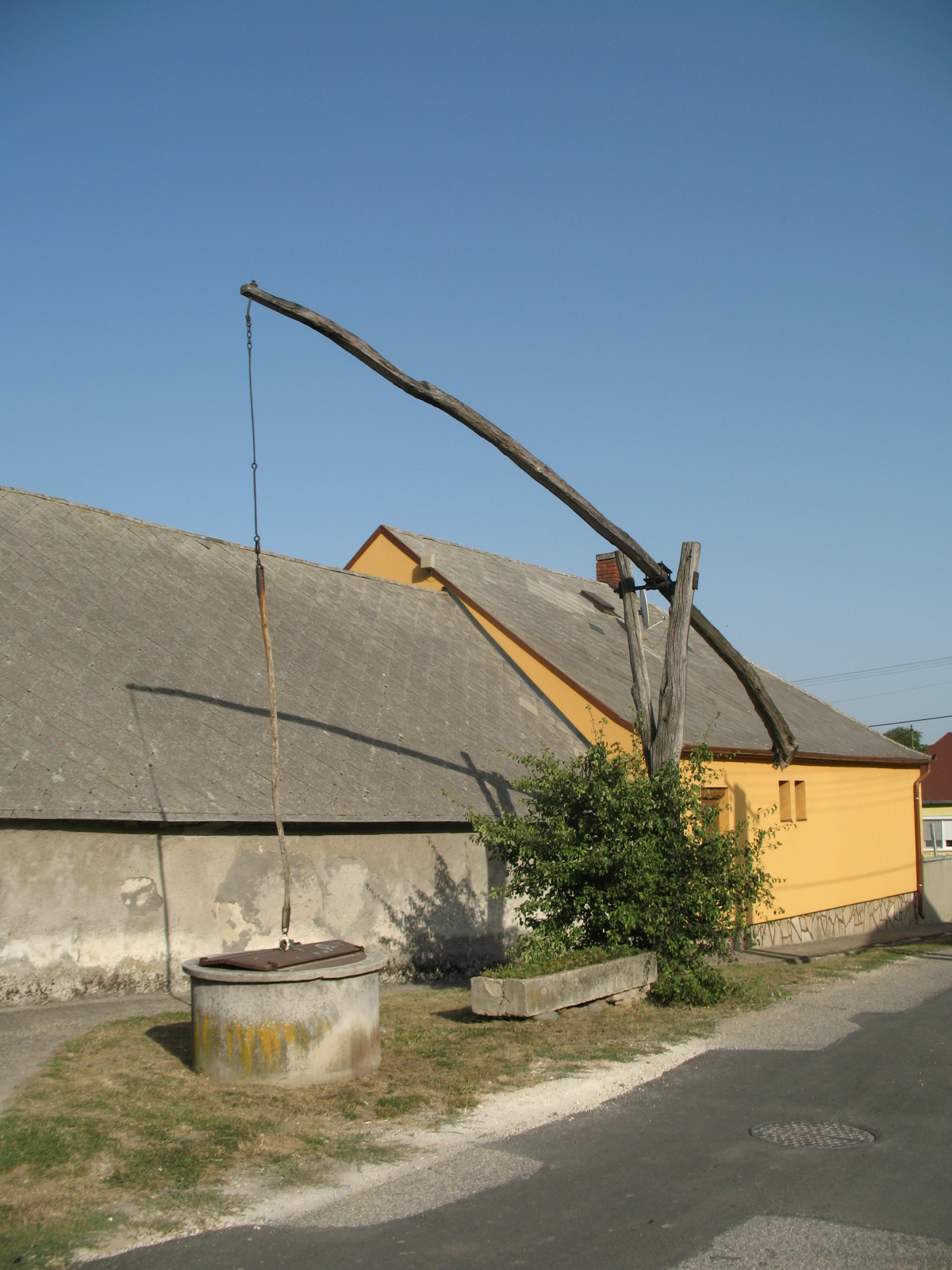
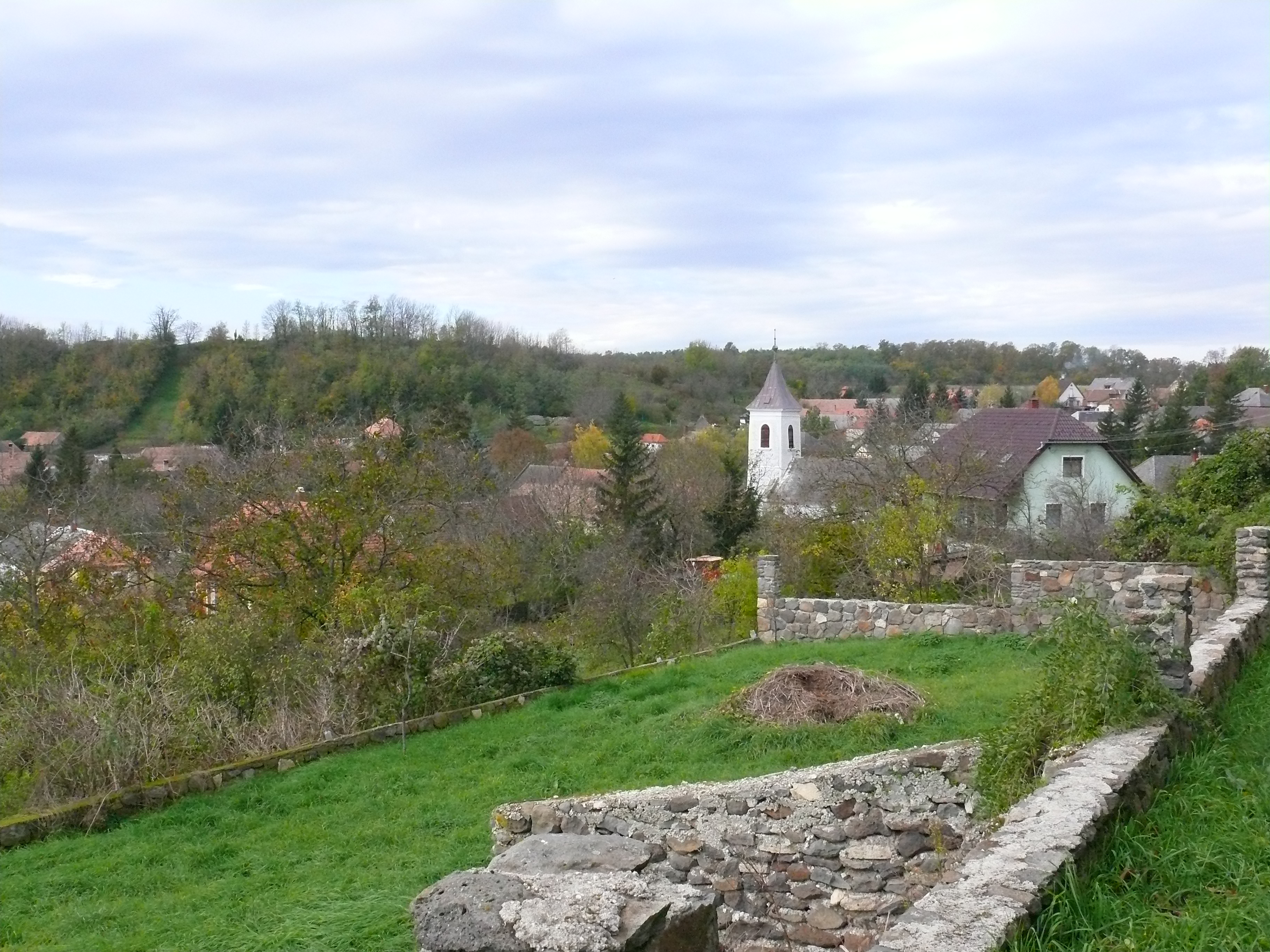
Falukép a református templommal
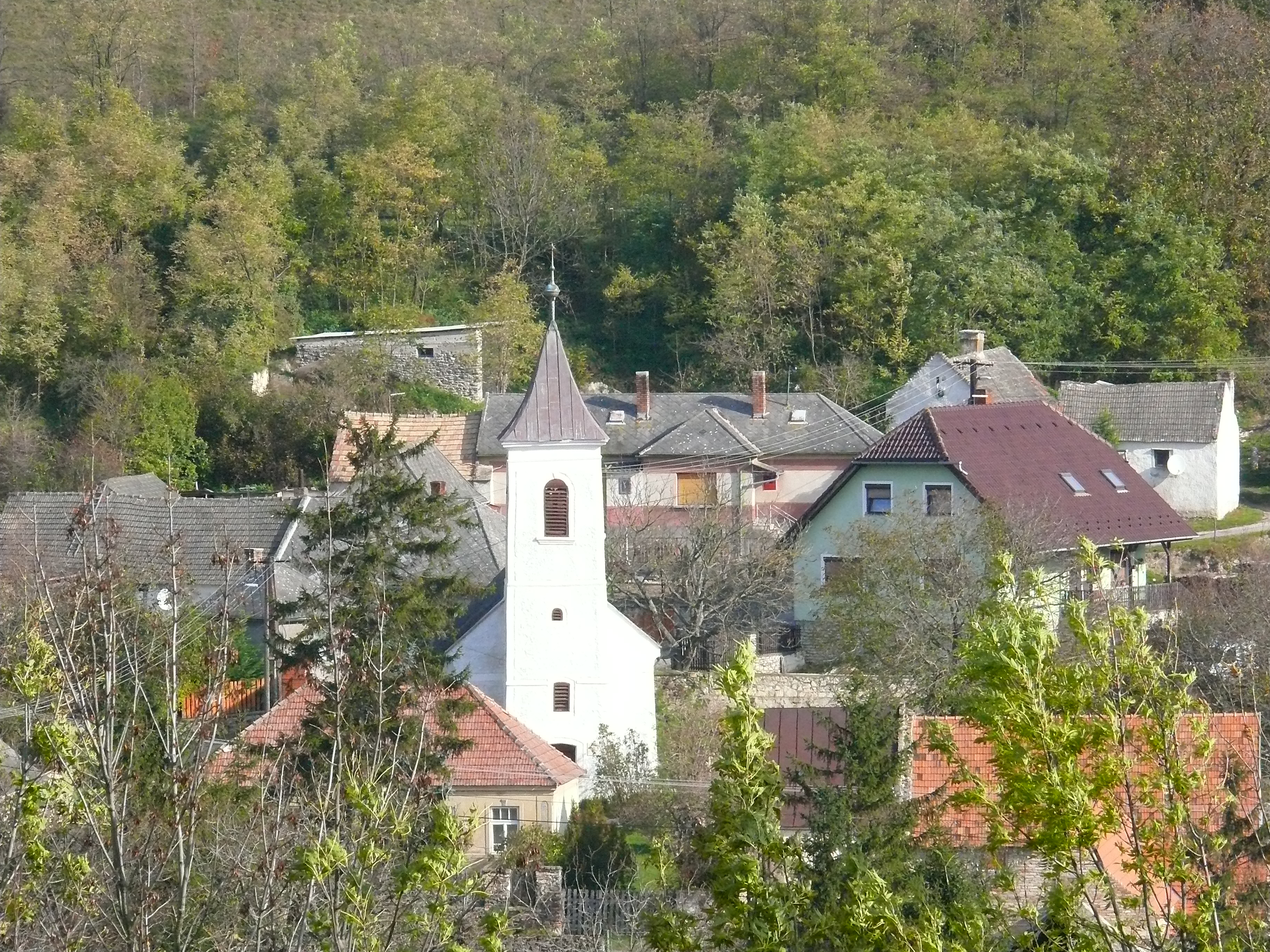
Református templom
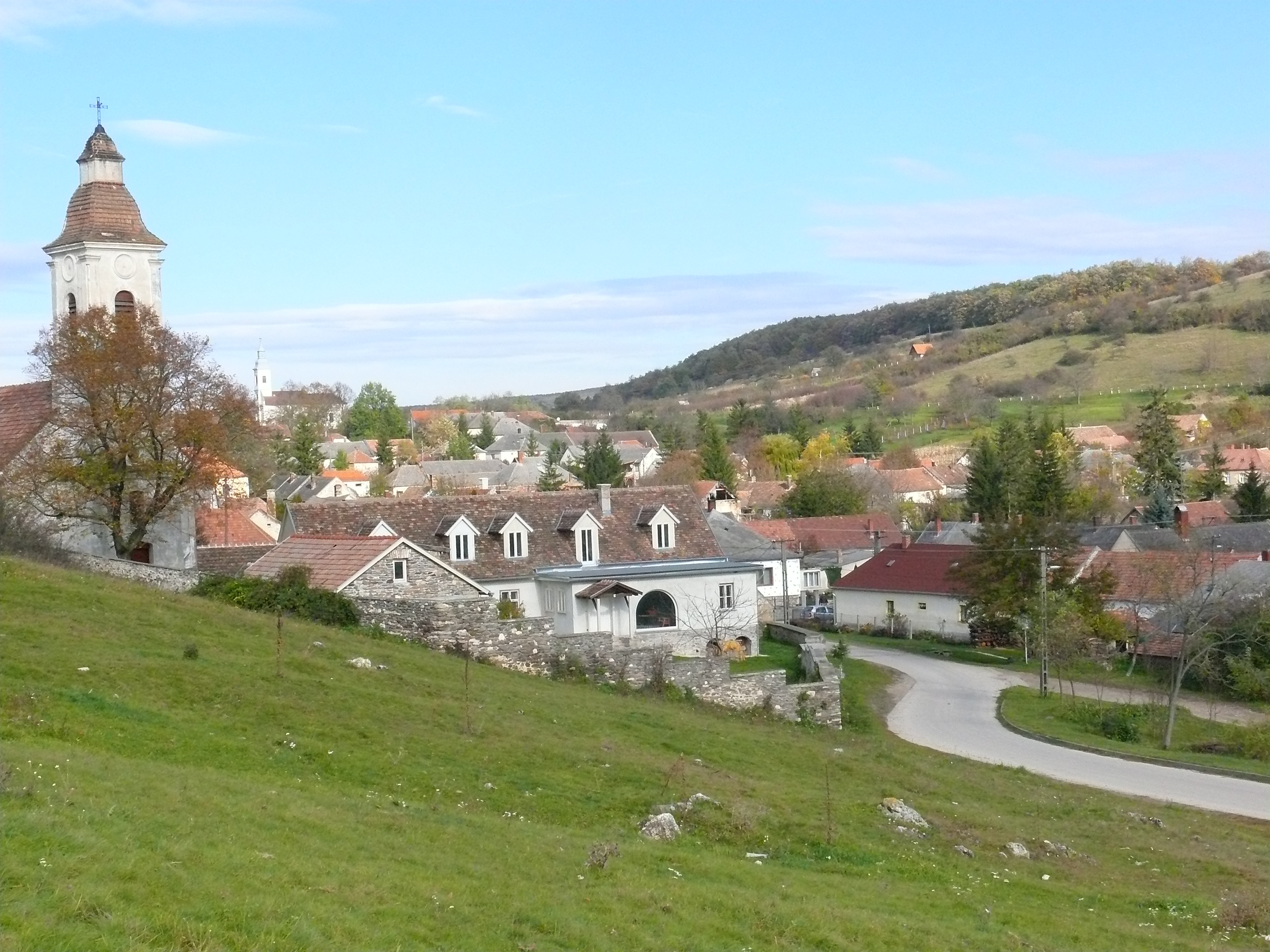
Falukép az evangélikus templommal

- Római katolikus templom
- Református templom
- Evangélikus templom
- Falumúzeum
- Millenniumi emlékpark
- Öcsi Nagy-tó